# Procatedral de San Francisco (Trípoli)
La Procatedral de San Francisco o simplemente Iglesia de San Francisco es el nombre que recibe un edificio religioso que pertenece a la Iglesia católica y se encuentra en la localidad de Trípoli, capital del país africano de Libia.
El templo sigue el rito romano o latino sirve como templo parroquial y la procatedral o catedral temporal del vicariato apostólico de Trípoli (Vicariatus Apostolicus Tripolitanus) que fue creado en 1630 por el papa Urbano VIII.
Está a unos 740 metros de la antigua catedral de Trípoli que data de 1928 y fue convertida en mezquita en 1970. Es manejada por los padres franciscanos de la Provincia de San Pablo Apóstol (Malta) junto con la iglesia de María Inmaculada en Bengasi.